# R.M.S. Pushpakumara
R.M.S. Pushpakumara (* 16. März 1983) ist ein sri-lankischer Langstrecken- und Hindernisläufer.

## Sportliche Laufbahn
Erste internationale Erfahrungen sammelte R.M.S. Pushpakumara bei den Südasienspielen 2016, bei denen er sein Rennen im 5000-Meter-Lauf nicht beenden konnte. 2019 belegte er dann bei den Südasienspielen in Kathmandu in 14:58,57 min den vierten Platz über 5000 Meter und konnte seinen Lauf über 10.000 Meter nicht beendete. 
2012 und 2013 sowie 2015 und 2016, 2018 und 2019 wurde Pushpakumara sri-lankischer Meister im Hindernislauf und 2019 auch über 5000 Meter.

## Persönliche Bestzeiten
- 5000 Meter: 14:2,68 min, 29. Oktober 2018 in Colombo
- Hindernislauf: 8:52,19 min, 1. September 2017 in Diyagama